# Loupershouse
Loupershouse település Franciaországban, Moselle megyében. Lakosainak száma 899 fő (2022. január 1.). Loupershouse Cappel, Diebling, Farschviller, Guebenhouse, Hoste és Puttelange-aux-Lacs községekkel határos.

## Népesség
A település népességének változása:
| Lakosok száma | 776  | 853  | 850  | 932  | 967  | 957  | 925  | 904  | 902  | 899  |
|               | 1968 | 1982 | 1990 | 2006 | 2013 | 2015 | 2017 | 2019 | 2020 | 2022 |